# Eupithecia magnipuncta
Eupithecia magnipuncta là một loài bướm đêm trong họ Geometridae.